# Bukovecz István

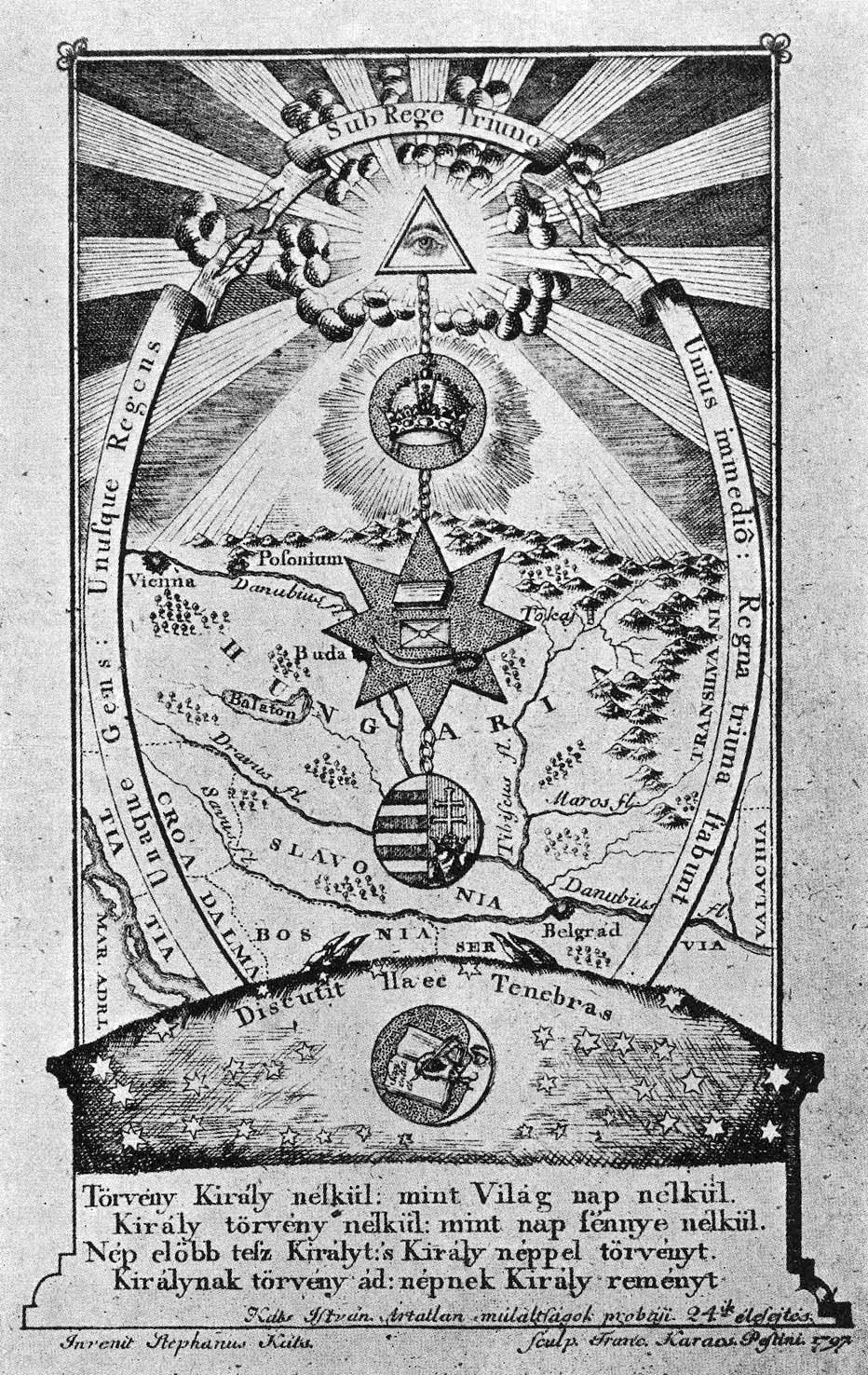
A XVIII. század magyarjának világnézete, amelyet jelképes ábrázolásában összefoglalt és József nádornak ajánlott Káts István plébános

Bukovecz István (Káts István) (? – Zilah, 1812. február 5.) katolikus pap, bölcselettudor, plébános.

## Élete
Bölcseletdoktor, nagyváradi egyházmegyei áldozópap volt, aki sokat foglalkozott korának társadalmi problémáival és a papság helyzetével. Négy színdarabot írt. Takáts József (1767–1821) kiadóvállalatának, a Magyar Minervának alapításakor terjesztőnek jelentkezett, és három kéziratát ajánlotta fel kiadásra.

## Munkái
- A Krisztus religiójának védelmezése. Pest: Landerer. 1790.
- Supplices parochi ad ... Leopoldum II. regem Hungariae apostolicum ac inclytos status et ordines regni Hungariae pro gravaminibus eorundem medela. Pest 1790.
- Tractatus de conjugio et coelibatu clericorum. Bécs. 1791. (Ezzel a művével sok ellenséget szerzett magának)
- Serenissimo haereditario regio principi ... domino Josepho archiduci Austriae i. Regni Hungariae palatino felix novi anni 1797 auspicium. Buda. 1796. (Ehhez csatolta A 18. század magyarjának világnézete, amelyet jelképes ábrázolásban összefoglalt és József nádornak ajánlott Káts István néven ismert metszetet, Karács Ferenc rézmetsző munkáját.)
- De calculo hexapedae, ejusque partium in duodecimas subdivisarum, tum quadrato, tum cubico compendioso, in usum auditorum suorum ... Buda. 1798.
- A mértékeknek számvetése, a kereskedésnek, és belső gazdálkodásnak hasznára. Nagyvárad. 1804.
- A székely az oroszlánnyal, és buzakalászokkal Krasznán, a Cserei kertnek kiessében keresztül folydogáló Kraszna folyónak partján, Cserei Farkasné szül. Haller Krisztina tiszteletére. Nagyvárad, 1806.
- A magyar prosodia és versköltői oktatás. Nagyvárad, 1806.